# Schloss Haselbach (Schwandorf)

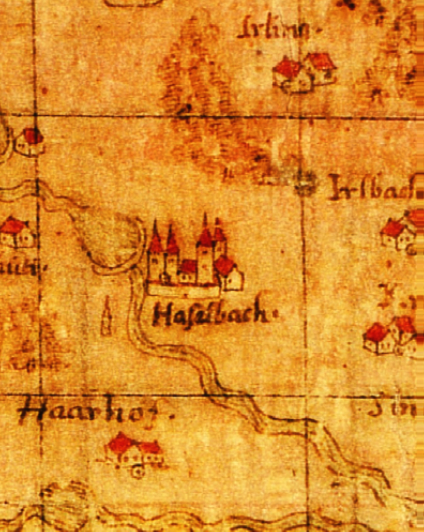
Haselbach in dem „Libellus chronologicus et topographicus“ des Christoph Vogel

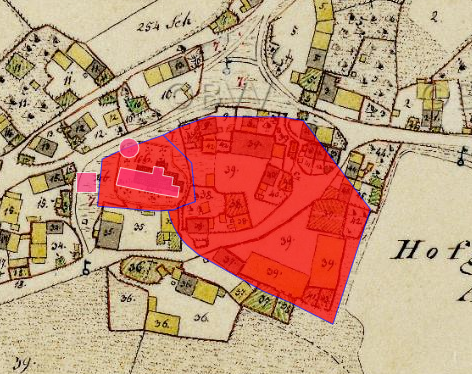
Lageplan von Schloss Haselbach (Schwandorf) auf dem Urkataster von Bayern

Das abgegangene Schloss Haselbach (Schwandorf) und sein Vorgängerbau, die Burg oder Veste Haselbach, befanden sich unmittelbar neben der Pfarrkirche St. Peter und Paul in dem heutigen Ortsteil Haselbach der oberpfälzischen Stadt Schwandorf in Bayern, Deutschland. Die Anlage wird als Bodendenkmal unter der Aktennummer D-3-6638-0124 im Bayernatlas als „archäologische Befunde des abgegangenen frühneuzeitlichen Schlosses von Haselbach, zuvor mittelalterliche Burg“ geführt. 

## Geschichte
Haselbach wird 1123 erstmals urkundlich erwähnt, als in einer Urkunde des Klosters Ensdorf ein Wicknat de Hasepach als Siegelzeuge auftritt. Dieses adelige Geschlecht der Haselbacher war bis 1282 hier ansässig. Albert von Haselbach verkauft seine Güter 1282 an das Kloster Ensdorf (die Familie von Haselbach taucht bis 1423 an anderen Orten auf). Dann sind hier die von Buchberg nachgewiesen. Auf diese folgten die Paulsdorfer. 1292 ist Konrad III. Paulsdorfer der Besitzer von Haselbach (urkundlich zwischen 1288 und 1330 nachweisbar). 1347 wird Conrad IV. Paulsdorfer von Haselbach (1317–1360) genannt; dieser war auch Besitzer von Ettmannsdorf. Die Kirche St. Michael (heute Kirche St. Peter und Paul) in Haselbach wird als Burgkapelle 1361 unter den Paulsdorfern erstmals urkundlich erwähnt. 1388 ist hier Nikolaus Paulsdorfer ansässig (die Brüder Nikolaus und Konrad V. Paulsdorfer von Haselbach werden von 1367 bis 1400 genannt); Nikolaus Paulsdorfer war 1387 Pfleger in Schwandorf.
1412 kommt Haselbach auf dem Heiratsweg an Heimeram Nothafft von Wernberg; dieser war mit Praxedis Paulsdorfer von Haselbach, einer Tochter der Benigna von Fronberg, verheiratet. 1419 ist hier wieder ein Paulsdorfer, und zwar Conrad VII. von Haselbach (1407–1422) und Neffe der Praxedis, ansässig. Wilhelm Paulsdorfer trug 1433 bei der Schlacht bei Hiltersried gegen die Hussiten das Panier des obersten Hauptmanns Heinrich Pflug zu Schwarzenburg. Er wurde durch einen Pfeil der Hussiten schwer verletzt.
Um 1440 kommt Haselbach durch Kauf an Georg Hirschberger. Durch Verheiratung mit dessen Tochter Dorothea fällt Haselbach an Jörg Pollinger († 1471). Der Grabstein der Dorothea von Hirschberg († 1478) ist heute im Presbyterium der Kirche St. Peter und Paul von Haselbach aufgestellt; dies ist angeblich der älteste Grabstein der mittleren Oberpfalz. Jörg Pollinger war auch Besitzer von Fronberg. Zwischen 1480 und 1534 sind in Haselbach die Freudenberger ansässig. Christoph Freudenberger, Landrichter zu Amberg, ist 1484 in der Landtafel als Besitzer der Hofmark eingetragen. 1522 ist Adam Freudenberger, Pfalz-Amberger Landmarschall, hiesiger Besitzer. 1534 bis 1583 folgen ihnen die Schwarz, 1583 bis 1762 die Rußwurm. 1583 kauft Anton Rußwurm (* 1559, † 1601) von seiner Schwiegermutter Katharina Euphemia Schwarz die Hofmark. Im Dreißigjährigen Krieg wurde Haselbach am 7. Juni 1632 von den Schweden verwüstet. Auch in den Folgejahren kam es durch Heeresdurchzüge zu Plünderungen und Verwüstungen der ganzen Gegend. Der letzte der Rußwurms war Veith Ludwig von Rußwurm, Forstmeister in Painten, Pfleger zu Hemau und Kapitän der kurfürstlichen Leibgarde. Dieser verstarb 1762 kinderlos in Mannheim. Dies war auch das Ende der Familie der Rußwurm auf Haselbach und Ettmannsdorf. Für kurze Zeit kam die Hofmark dann an die von Gleichen (1762–1763).
Von 1764 bis 1769 folgt im Besitz der Hofmark Karoline Franziska Dorothea von Parkstein. Diese war eine außerehelich geborene Tochter des Kurfürsten Karl Theodor von Pfalz-Bayern und der Françoise Després-Verneuil (eigentlich die Bäckerstochter Franciska Huber aus Mannheim). Karoline von Parkstein besaß die Hofmarken Haselbach und Ettmannsdorf bis 1769.
Am 27. Juni 1777 kaufte Max Karl Freiherr von Spiering auf Fronberg die beiden Hofmarken († am 15. März 1787). Auch in dieser Zeit hatte die Gegend durch die Franzosenkriege schwer zu leiden. Die von Spiering blieben Hofmarksherren bis in das 19. Jahrhundert. Der letzte der Spierings war Carl Thodor; dieser beim Tod seines Vaters Max Karl noch minderjährige Sohn konnte ab 1804 die Hofmark übernehmen († am 21. Juni 1829 in Regensburg). Er war der letzte männliche Nachkomme derer von Spiering. Seine Tochter Caroline übernahm den Besitz in Fronberg, Ettmannsdorf und Haselbach. Caroline von Spiering heiratete 1831 den königlichen Kämmerer Karl Theodor Graf von Holnstein zu Schwarzenfeld (aus einer Bastard-Linie der Wittelsbacher stammend). Diese unglückliche Ehe wurde 1836 „von Tisch und Bett“ geschieden, aber erst 1857 durfte Caroline ihren Geliebten Wilhelm Freiherr von Künsberg ehelichen. 1859 bis 1860 ging der Besitz an diesen über.
1860 folgt eine Erbengemeinschaft, bestehend aus Graf Eckart von der Mühle zu Leonberg, Freiherr von Ziegler und Graf Anton von Boninsky. Von dieser wird der Besitz an die Krämersche Kreditkasse und Wechselban in Uffenheim verkauft (1863–1888) und folgend von Gottfried Kohlermann aus München erworben (1888–1900). Diesem folgt Iwan Graf von Blücher, aber bereits 1901 (bis 1904) geht der Besitz an die Landesbank Berlin.
1902 kaufen 51 Familien das alte Hofmarkschloss und übereigneten es 1909 zum Bau des Pfarrhofs der Kirchenstiftung Haselbach. Dessen östliche Kellermauer hat sich beim Neubau als 2,7 m dick erwiesen, was auf die frühere Veste verweist. Unterhalb des Pfarrhofs wurde auch ein Gang (Rundbogen aus Sandstein) zu dem sogenannten Schmidmichlhaus entdeckt, der auf eine Länge von 5 m wieder begehbar gemacht wurde.
Die Hofmark Haselbach wurde 1818 eine selbstständige Gemeinde. Ein Hofmarksgericht 2. Klasse bestand in Haselbach bis zur Auflösung der adeligen Gerichtsbarkeit 1848. 1972 wurde Haselbach nach Schwandorf eingemeindet.

## Schloss und Burg Haselbach einst und jetzt
Das bereits abgegangene Schloss Haselbach muss einen Vorgänger gehabt haben. Darauf deutet die Zeichnung des Ortes in der Landesbeschreibung von Pfalz-Neuburg durch Christoph Vogel und den Burglengenfelder Zeichner Matthäus Stang um 1600 hin; hier ist Haselbach mit drei Türmen und einer Wehrmauer abgebildet. Auch in den Regesta sive rerum boicarum autographa wird die Veste Haselbach genannt. Auch in einem Visitationsprotokoll von 1595 heißt es: „Haselbach … hat 33 Höf und einen Edelmannsitz, die Vestung genannt, darauf Anthoni Rußwurm ist.“
Der Turm der Kirche war bis zu seiner achteckigen Erhöhung ein Burgturm der 1387 genannten „Veste Haselbach“. Von der mittelalterlichen Burg Haselbach sind erst seit kurzem archäologische Belege aufgetaucht. Dabei wurden bei Umbauarbeiten beim Kirchawirt (bereits 1432 als „Taverne zu Haselbach“ erwähnt) Mauerreste entdeckt, die auf einen mittelalterlichen Halbturm und eine Mauer hinweisen. Dieses Mauerwerk ist in der Zwischenzeit denkmalgeschützt (D-3-6638-0124).
In Haselbach befand sich auch ein weiteres sogenanntes Schloss, das 1880 auf dem Hofgartenacker als Verwaltungs- und Wirtschaftsgebäude errichtet worden war, aber dem Rittergut Sitzenhof zugehörig war. 1983 wurde auch dieses abgebrochen. Die zugehörige Schlossmauer wurde 1999 abgerissen.